# Rudolf Pfaffenberg
Rudolf Pfaffenberg (* 22. Mai 1905; † 1. Dezember 1982) war ein deutscher Mediziner und Hochschullehrer für Lungenheilkunde. Er war Chefarzt der Heilstätte Schielo.

## Leben und Werk
Rudolf Pfaffenberg studierte Medizin und promovierte 1930 an der Universität Freiburg im Breisgau zum Dr. med. Das Thema seiner Dissertation lautete Beitrag zur Geschichte der Psychotherapie bis zum Ausgang der Antike. 1959 habilitierte er sich an der Martin-Luther-Universität Halle-Wittenberg (MLU). Der Titel seiner Habilschrift lautet Über die Lungentuberkulose als Komplikation des Diabetes mellitus. Er wurde Chefarzt der Lungenheilstätte Schielo im Kreis Quedlinburg, einer Krankenanstalt für tuberkulöse Diabetiker in der DDR, und war als Dozent für Lungentuberkulose an der MLU tätig.
Bekannt wurde er auch als Mitherausgeber der Mykobakterien-Monographie.

## Schriften (Auswahl)
- Beitrag zur Geschichte der Psychotherapie bis zum Ausgang der Antike. Bernburg 1930.
- Ulcera peptica und Lungentuberkulose. In: Zeitschrift für Tuberkulose, 1939, Heft 2–3, S. 123.
- Vitamine und Tuberkulose. In: Zentralblatt für Tuberkuloseforschung 51 (1939), S. 209.
- Über die Lungentuberkulose als Komplikation des Diabetes mellitus. Barth, Leipzig 1959.